# Pleurocryptella latimellaris
Pleurocryptella latimellaris är en kräftdjursart som först beskrevs av Hugo Frederik Nierstrasz och Brender a Brandis 1931.  Pleurocryptella latimellaris ingår i släktet Pleurocryptella och familjen Bopyridae. Inga underarter finns listade i Catalogue of Life.